# شروک
شروک (به آلمانی: Schröck) یک منطقهٔ مسکونی در آلمان است که در هسن واقع شده‌است. شروک ۱٬۷۹۶ نفر جمعیت دارد.